# Marcos Paquetá
Marcos César Dias de Castro, detto Marcos Paquetá (Rio de Janeiro, 27 agosto 1958), è un allenatore di calcio ed ex calciatore brasiliano, tecnico del CR Belouizdad.
Ha guidato il Brasile under 20 alla vittoria del campionato mondiale di calcio Under-20 2003 e la Nazionale di calcio dell'Arabia Saudita durante Germania 2006.

## Carriera

### Club
Come calciatore, ha giocato per l'America-RJ e per il Vasco da Gama, con il quale si è ritirato nel 1981.

### Allenatore
Nel 1987 ha guidato l'América (RJ), squadra con la quale aveva aperto anche la sua carriera di giocatore.. Dal 1988 al 1989 ha lavorato negli Emirati Arabi, allenando l'Al-Shabab di Dubai. Dal 1990 al 1998 ha invece allenato le giovanili del Flamengo, dal 1999 al 2000 ha lavorato con un altro club di Rio, il Fluminense, poi, dal 2001 al 2003, è tornato al Flamengo.
Nel 2004 ha lavorato per un breve periodo di tempo con l'Avaí Futebol Clube di Florianópolis. Nello stesso anno si è trasferito in Arabia Saudita, prima all'Al-Hilal di Riad, allenandolo fino al dicembre 2005, e successivamente alla Nazionale, che ha guidato alla qualificazione al campionato del mondo 2006.
Dal 2010 guida la Nazionale libica, poi nel febbraio 2011 ha sospeso l'attività in seguito alla Guerra civile ed è tornato in Brasile.
Ritorna a guidare la nazionale nell'autunno. L'8 ottobre 2011 si piazza al secondo posto nel Girone C con 12 punti dietro allo Zambia. Ottiene così il pass per la Coppa d'Africa 2012, qualificandosi in quanto migliore seconda classificata. Nella fase finale della competizione la Libia è stata sorteggiata nel Gruppo A insieme a Guinea Equatoriale, Senegal e Zambia.

## Palmarès

### Giocatore
- Taça Guanabara: 1

America RJ: 1974

### Allenatore

#### Club

##### Competizioni nazionali
- Campionato saudita: 1

Al-Hilal: 2005
- Coppa della Corona del Principe saudita: 1

Al-Hilal: 2005
- Coppa Principe Faysal Bin Fahd: 1

Al-Hilal: 2005
- Qatar Stars League: 3

Al-Gharafa: 2007-2008, 2008-2009, 2009-2010
- Emir of Qatar Cup: 1

Al-Gharafa: 2009
- Qatar Crown Prince Cup: 2

Al-Gharafa: 2010, 2011

##### Competizioni internazionali
- Coppa dell'AFC: 1

Al-Muharraq: 2021

#### Nazionale
- Campionato mondiale Under-17: 1

2003
- Campionato mondiale Under-20: 1

2003